# Кропачёвское городское поселение
Кропачёвское городско́е поселе́ние — муниципальное образование в Ашинском районе Челябинской области Российской Федерации.
Административный центр — посёлок городского типа Кропачёво.

## История
Статус и границы городского поселения установлены Законом Челябинской области от 9 июля 2004 года № 239-ЗО «О статусе и границах Ашинского муниципального района, городских и сельских поселений в его составе»

## Население
| 2009  | 2010  | 2011  | 2012  | 2013  | 2014  | 2015  |
| ----- | ----- | ----- | ----- | ----- | ----- | ----- |
| 4949  | ↗5018 | ↘5012 | ↘4966 | ↘4873 | ↘4747 | ↘4707 |
| 2016  | 2017  | 2018  | 2019  | 2020  | 2021  | 2023  |
| ↘4589 | ↘4531 | ↘4447 | ↘4360 | ↘4329 | ↘4284 | ↘4211 |

## Состав
| № | Населённый пункт | Тип населённого пункта      | Население |
| - | ---------------- | --------------------------- | --------- |
| 1 | Кропачёво        | пгт, административный центр | ↘4211     |